# Березовский сельсовет (Абанский район)
Березовский сельсовет — муниципальное образование (сельское поселение) в Абанском районе Красноярского края.
Административный центр — село Березовка.

## История
Березовский сельсовет наделён статусом сельского поселения в 2004 году.

## Население
| 2002 | 2010  | 2012 | 2013 | 2014 | 2015 | 2016 |
| ---- | ----- | ---- | ---- | ---- | ---- | ---- |
| 1424 | ↘1059 | ↘975 | ↘952 | ↘910 | ↘842 | ↘802 |
| 2017 | 2018  | 2019 | 2020 | 2021 |      |      |
| ↘794 | ↘775  | ↘763 | ↘752 | ↘726 |      |      |

Численность населения: 775 чел. (на 01.01.2018)

## Состав сельского поселения
В состав сельского поселения входят 3 населённых пункта:
| № | Населённый пункт | Тип населённого пункта       | Население |
| - | ---------------- | ---------------------------- | --------- |
| 1 | Березовка        | село, административный центр | ↘609      |
| 2 | Мачино           | деревня                      | ↘180      |
| 3 | Ношино           | деревня                      | ↘270      |

## Местное самоуправление
Березовский сельский Совет депутатов
Дата избрания: 14.09.2014. Срок полномочий: 5 лет. Количество депутатов:  10
Глава муниципального образования
- Бочарова Ирина Ивановна (до 2014 года)
- Фильберт Елена Васильевна. Дата избрания: 14.09.2014. Срок полномочий: 5 лет